# Libros clásicos de la ciencia
Se consideran clásicos de la ciencia aquellos libros (o artículos científicos) relacionados con ciencia, matemática y en algunos casos ingeniería sobre los que hay consenso en cuanto a la relevancia histórica de los descubrimientos o avances técnicos que aportaron. Estos libros suponen una fuente importante de referencias primarias en los diversos campos de la investigación científica y proporcionan información básica para el estudio de sus desarrollos históricos (Historia de la ciencia, Historia de la matemática, etc.), además de resultar también útiles con fines divulgativos.

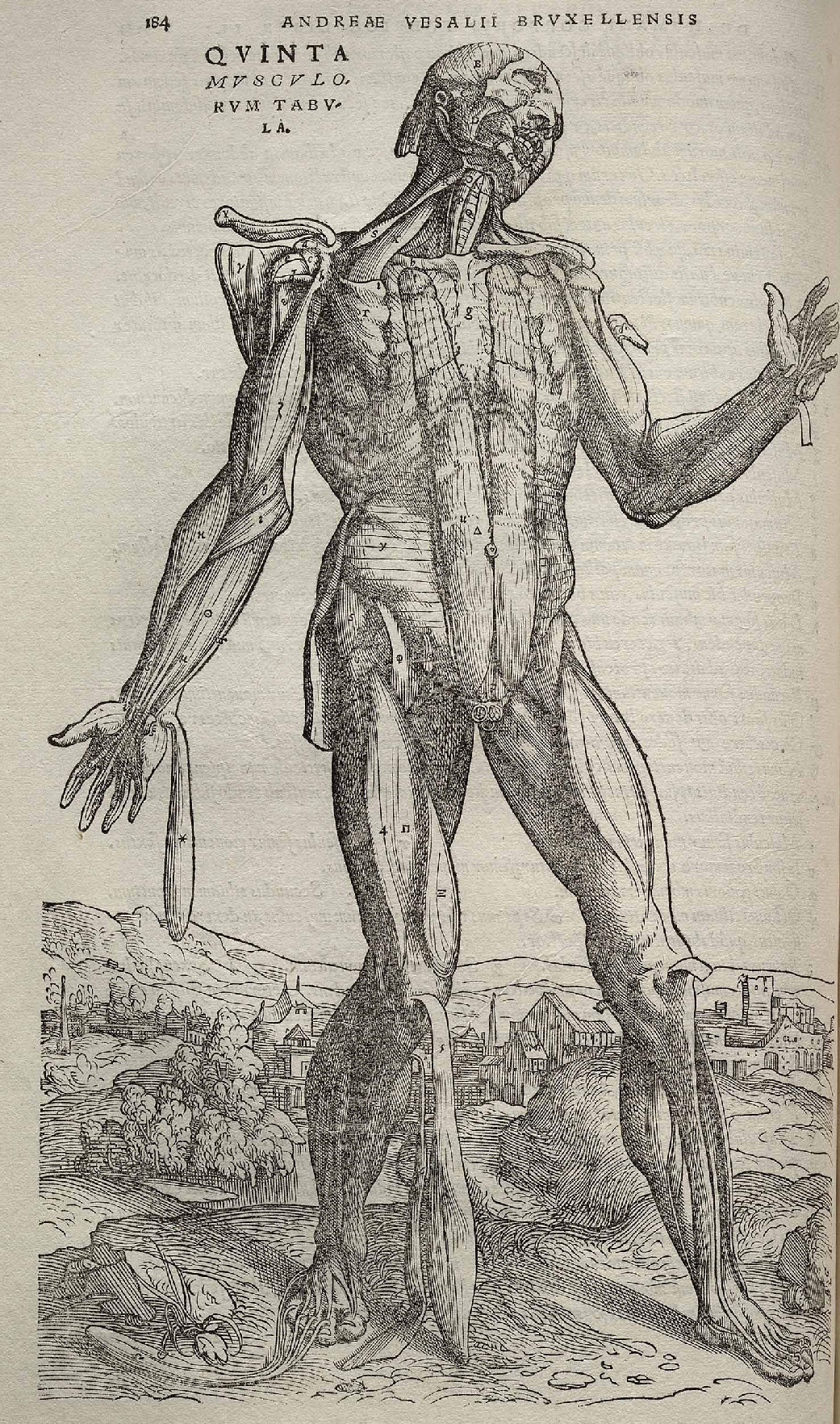
Vesalius, Fabrica,.

El siguiente listado se restringe a obras cuyas ediciones originales se encuentran disponibles y que, dada su relevancia, son habitualmente consideradas objetos de anticuario (pudiendo alcanzar precios de cientos o miles de euros, en función también del estado de conservación).
No obstante, es habitual encontrar reediciones de estas obras en colecciones como: Clásicos de la Ciencia y Tecnología de Editorial Planeta, Great Books of the Western World (que supuso un intento notable de recopilar el canon occidental literario, incluyendo obras científicas), Dover Publications; o ediciones electrónicas a través de Internet Archive o Google Books.
El periodo histórico abarcado se sitúa entre el comienzo de la revolución científica (década de 1540) y la Segunda Guerra Mundial o mediados del siglo XX. Los libros impresos anteriores a esta época, como los incunables, son extremadamente raros e igualmente de gran valor económico, sin embargo aunque algunos de ellos pudieran entrar en la concepción "científica" de la época (como los que tratan de alquimia o magia renacentista) no están comúnmente incluidos dentro de la noción de literatura científica. Tampoco forman parte de este listado aquellos escritos anteriores a la invención de la imprenta y cuyas ediciones originales no suelen estar disponibles, no obstante entre ellos pueden encontrarse grandes clásicos de la ciencia.
El propio comienzo de la revolución científica suele situarse con la publicación en 1543 de la obra de Nicolás Copérnico De revolutionibus orbium coelestium, alguna de cuyas primeras ediciones conservadas se ha llegado a vender por más de 2 millones US$ en subastas.

## Listado de libros
Siglo XVI
- Tartaglia, Niccolò. Nova Scientia. Venecia, 1537. Balística.
- Brunfels, Otto. Contrafayt Kreüterbuch, 1532-37. Botánica.
- Biringuccio, Vannoccio. De la Pirotechnia. Venecia, 1540. Metalurgia.
- Fuchs, Leonhart. De Historia Stirpium Commentarii Insignes. Basilea, 1542. Botánica.
- Copernicus, Nicolaus. De revolutionibus orbium coelestium.[7] Wittenberg, 1543. Teoría heliocéntrica.
- Vesalius, Andreas. De humani corporis fabrica (De la estructura del cuerpo humano).[8] Basilea, 1543. Anatomía.
- Cardano, Gerolamo. Artis magnae sive de regulis algebraicis (El arte de resolver ecuaciones algebraicas). Núremberg, 1545. Álgebra.
- Gessner, Conrad. Historia Animalium[9] 1551-58. Zoología
- Bock, Hieronymus. Kreutterbuch. Estrasburgo, 1552. Botánica.
- Paracelsus. Theil der grossen Wundartzney.[10] Fráncfort, 1556. Medicina.
- Agricola, Georgius. De re metallica. Basilea, 1561. Mineralogía.
- Regiomontanus. De triangulis planis et sphaericis libri quinque.[11] Basilea, 1561. Trigonometría.
- Bombelli, Rafael.  Algebra. 1569/1572. Número imaginario.
- Cesalpino, Andrea. De plantis libri XVI. 1583. Taxonomía.
- Bruno, Giordano. De l'infinito, universo e mondi.[12] 1584 Cosmología.
- Stevin, Simon. De Thiende (El decimal). 1585. Numeración decimal.
- Stevin, Simon. De Beghinselen der Weeghconst. 1586. Estática.
- Brahe, Tycho. Astronomiae Instauratae Progymnasmata. 1588. Astronomía.
- Viète, François. In artem analyticam isagoge.[13] Tours, 1591. Álgebra.
- Ruini, Carlo. Anatomia del Cavallo. Venecia, 1598. Medicina veterinaria.

Siglo XVII

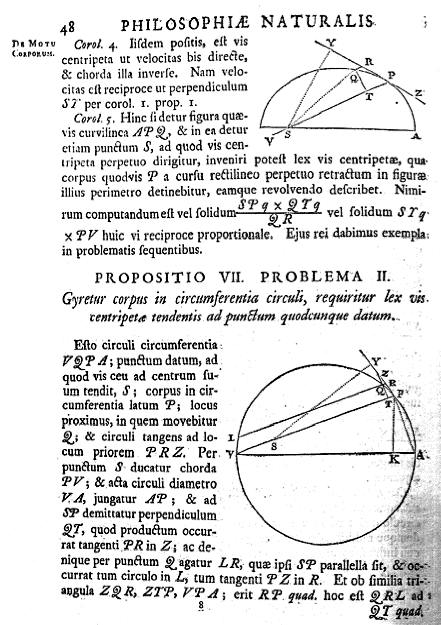
Newton, Principia, 1600s.

- Gilbert, William. De Magnete.[14] Londres, 1600 Magnetismo
- Kepler, Johannes. Astronomia Nova. 1609. Mecánica celeste.
- Galilei, Galileo. Sidereus Nuncius (El mensajero sideral). Fráncfort, 1610. Astronomía.
- Napier, John. Mirifici logarithmorum canonis descriptio,[15] 1614. Logaritmos
- Kepler, Johannes. Harmonices Mundi.[16] Linz, 1619. Mecánica celeste.
- Bacon, Francis. Novum Organum. Londres, 1620. Filosofía de la ciencia.
- Branca, Giovanni. Le Machine.[17] Roma, 1629. Máquina de vapor
- Galilei, Galileo. Dialogo sopra i due massimi sistemi del mondo Tolemaico, e Coperniciano. Florencia, 1632. Teoría heliocéntrica
- Descartes, René.  Discours de la Methode / La Géométrie. Leiden, 1637 Geometría analítica
- Fermat, Pierre de. Methodus ad disquirendam maximam et minimam,[18] 1638. Cálculo.
- Galilei, Galileo. Discorsi e dimostrazioni matematiche, intorno a due nuove scienze. Leiden, 1638. Mecánica clásica
- Desargues, Gérard. Brouillon-project d'une atteinte aux evenemens des rencontres du cone avec un plan, 1639. Geometría proyectiva.
- Harvey, William. Exercitatio Anatomica de Motu Cordis et Sanguinis in Animalibus (Ejercicios anatómicos, relativos al corazón y la sangre)[19] Londres, 1653. Sistema circulatorio
- Wallis, John. Arithmetica infinitorum, 1655. Cálculo
- Boyle, Robert. The Sceptical Chymist.[20] Londres, 1661. Química.
- Pascal, Blaise. Traitez de l'Equilibre des Liqueurs, et de la Pesanteur de la Masse de l'Air.[21] París, 1663. Hidrostática.
- Gregory, James. Optica Promota, 1663. Óptica.
- Hooke, Robert. Micrographia. Londres, 1665. Microscopía.
- Malpighi Marcello. De polypo cordis. 1666. Histología.
- Steno, Nicolas. De Solido intra Solidum Naturaliter Contento Dissertationis Prodromus. Florencia, 1669. Estratigrafía.
- Barrow, Isaac. Lectiones geometricae,[22] 1670. Cálculo.
- Lana de Terzi, Francesco. Prodromo. 1670. Aeronáutica.
- von Guericke, Otto. Experimenta Nova (ut vocantur) Magdeburgica de Vacuo Spatio.[23] Magdeburger Halbkugeln, 1672. Física experimental.
- Huygens, Christiaan. Horologium Oscillatorium. París, 1673. Péndulo.
- Fermat, Pierre de. Ad locus planos et solidos isagoge, 1679. Geometría analítica.
- Borelli, Giovanni. De Motu Animalium. Roma, 1680. Biomecánica.
- Leibniz, Gottfried. Nova Methodus pro Maximis et Minimis, 1684. Cálculo.
- Newton, Isaac. Philosophiæ Naturalis Principia Mathematica.[24] Londres, 3 Vol, 1687. Mecánica clásica.
- Huygens, Christiaan. Traité de la Lumière. Leiden, 1690. Óptica.
- Leibniz, Gottfried Wilhelm. Specimen Dynamicum. Viena, 1695. Mecánica clásica.
- van Leeuwenhoek, Antonie. Arcana Naturae, Ope & Beneficio Exquisitissimorum Microscopiorum.[25] Leiden, 1696. Microbiología.
- l'Hôpital, Guillaume de. Analyse des infiniment petits. París, 1696. Cálculo.
- Savery, Thomas. Machinery for Raising Water, Giving Motion to Mills, &c. (British Patent Nº 356; 1698).[26] 1698. Máquina de vapor.

Siglo XVIII

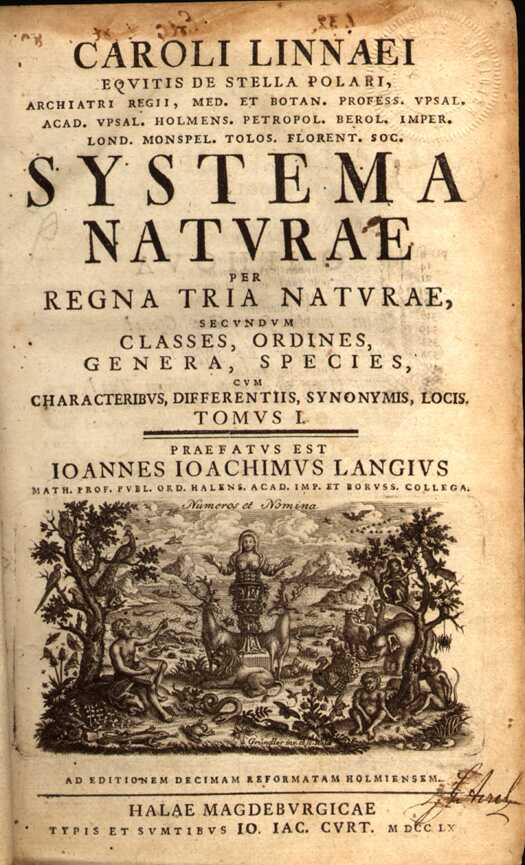
Linnaeus, Systema Naturae, 1700s

- Newton, Isaac (Inglaterra). Opticks.[27] Londres, 1704. Óptica.
- Halley, Edmund (Inglaterra). Synopsis Astronomia Cometicae. 1705. Astronomía.
- Hauksbee, Francis (Inglaterra). Physico-mechanical Experiments on Various Subjects.[28] Londres, 1709. Electricidad.
- Bernoulli, Jakob (Suiza). Ars Conjectandi.[29] 1713. Teoría de la probabilidad.
- Taylor, Brook (Inglaterra). Methodus Incrementorum Directa et Inversa,[30] 1715. Series de Taylor.
- de Moivre, Abraham (Francia). The Doctrine of Chances. 1718. Teoría de la probabilidad.
- Geoffroy, Étienne F. (Francia). Table des différents rapports observés en Chimie entre différentes substances. 1718. Química
- Hales, Stephen (Inglaterra). Vegetable staticks. 1727. Fisiología vegetal.
- Linnaeus, Carl (Suecia). Systema Naturae. Países Bajos, 1735. Taxonomía.
- Bernoulli, Daniel (Países Bajos). Hydrodynamica. Estrasburgo, 1738, Hidrodinámica.
- Celsius, Anders (Suecia). Observationer om twänne beständiga grader på en thermometer.[31] Estocolmo, 1741. Escala Celsius.
- d'Alembert, Jean le Rond (Francia). Réflexions sur la cause générale des vents,[32] 1747. Número complejo.
- Euler, Leonhard (Suiza). Introductio in analysin infinitorum. Lausana, 1748. Análisis matemático.
- Leclerc, Georges Louis (Francia). Histoire naturelle. 1748-88. Enciclopedia.
- Wright Thomas (Inglaterra). An original theory or new hypothesis of the universe.[33] Londres, 1750. Astronomía.
- Maupertuis Pierre-Louis (Francia). Essai de cosmologie.[34] París, 1750. Principio de mínima acción.
- Franklin, Benjamin (EE. UU.). Experiments and Observations on Electricity.[35] Londres/Filadelfia, 1751. Electricidad.
- Black, Joseph (Escocia). Experiments upon magnesia alba. 1755. Química.
- von Haller, Albrecht (Suiza). Elementa physiologiae corporis humana. 1757-66. Fisiología.
- Wolff, Caspar Friedrich (Alemania/Rusia). Theoria generationis.[36] Halle, 1759. Embriología.
- Bayes, Thomas (Inglaterra). An Essay towards solving a Problem in the Doctrine of Chances.[37] Londres, 1763. Probabilidad bayesiana.
- Cavendish, Henry (Inglaterra). Experiments on Factitious Air. 1766. Química.
- Priestley, Joseph (Inglaterra). Experiments and Observations on differents Kinds of Air. 1774. Química.
- Smith, Adam (Escocia). An Inquiry into the Nature and Causes of the Wealth of Nations. Londres, 2 Vol, 1776. Economía.
- Monge, Gaspard (Francia). Sur la théorie des déblais et des remblais,[38] 1781. Geometría descriptiva.
- de Coulomb, Charles-Augustin (Francia). Mémoires sur l’électricité et le magnétisme. 1785. Ley de Coulomb.
- Lagrange, Joseph (Italia). Mécanique analytique. París, 1788. Dinámica.
- Hutton, James (Escocia). Theory of the Earth.[39] Edimburgo, 1788. Geología.
- Lavoisier, Antoine (Francia). Traité Élémentaire de Chimie (Tratado elemental de química).[40] París, 2 Vol, 1789. Química.
- Cavendish, Henry (Inglaterra). Experiences to determine the density of the Earth. 1789. Masa terrestre.
- Galvani, Luigi (Italia). De viribus electricitatis in motu musculari commentarius[41] Bolonia, 1791. Electricidad.
- Legendre, Adrien-Marie (Francia). Essai sur la théorie des nombres.[42] París, 1798. Teoría de números.
- Jenner, Edward (Inglaterra). An Inquiry into the Causes and Effects of the Variolæ Vaccinæ.[43][44] 1798. Inmunología.
- Thomson, Benjamin (EE. UU.). An Experimental Enquiry Concerning the Source of the Heat which is Excited by Friction. 1798. Equivalente mecánico del calor.
- Malthus, Thomas (Inglaterra). An Essay on the Principle of Population. Londres, 1798. Demografía.
- Volta, Alessandro (Italia). De vi attractiva ignis electrici, ac phaenomenis inde pendentibus,[45] 1799. Electricidad
- Wessel, Caspar (Noruega). Om directionens analytiske betegning.[46] Copenhague, 1799. Número imaginario.
- Ruffini, Paolo (Italia). Teoria generale dele equazioni, in cui si dimostra impossibile. La soluzione algebraica delle equazioni generali di grado superiore al quatro. Bolonia, 1799. Álgebra.

Siglo XIX

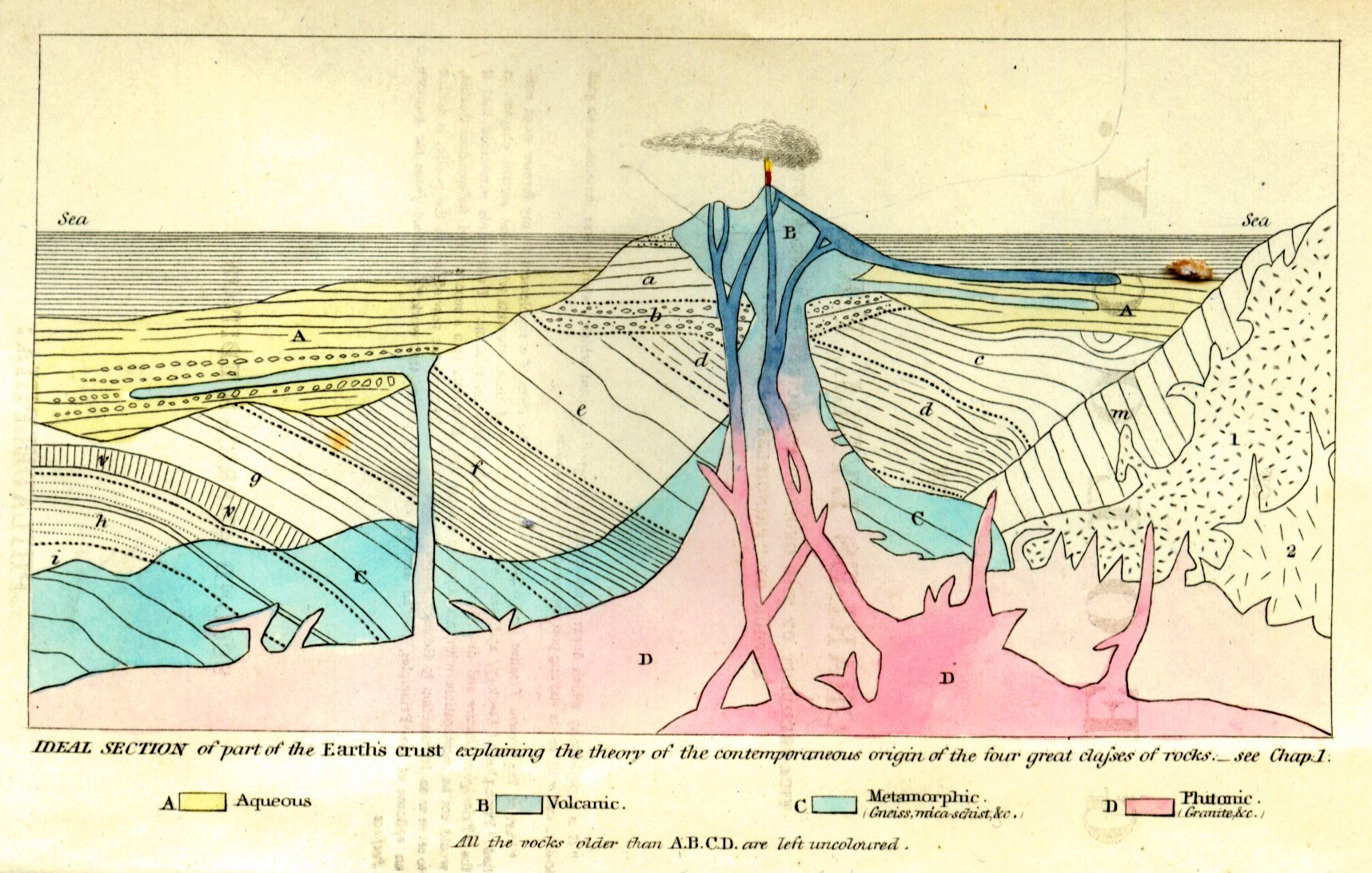
Lyell, Principles of Geology, 1800s

- Gauss, Carl Friedrich (Alemania). Disquisitiones Arithmeticae.[47] Leipzig, 1801. Teoría de números.
- Young, Thomas (Inglaterra). Experiments and Calculations Relative to Physical Optics,[48] 1803. Luz.
- von Humbodlt, Alexander (Alemania). Essai sur la géographie des plantes, 1805. Geografía.
- Argand, Jean-Robert (Suiza). Essai sur une maniere de representer les quantities imaginaries dans les constructions geometriques,[49] 1806. Número imaginario.
- Dalton, John (Inglaterra). A New System of Chemical Philosophy.[50] Londres, 1808. Teoría atómica.
- Berzelius, Jöns Jacob (Suecia). Läroboken i kemien,[51] 1808. Química.
- Cayley, George (Inglaterra). On Aerial Navigation.[52] Brompton, 3 Vol, 1809. Aeronáutica.
- Ørsted, Hans Christian (Dinamarca). Experimenta circa effectum conflictus electrici in acum magneticam.[53][54] Copenhague, 1820. Electromagnetismo.
- Fourier, Joseph (Francia). Théorie Analytique de la Chaleur.[55] París, 1822. Series de Fourier.
- Fresnel, Augustin-Jean (Francia). Mémoire Sur Un Nouveau Système D’Éclairage Des Phares Lu À L’Académie Des Sciences. París, 1822. Óptica.
- Babbage, Charles (Inglaterra). Mr. Babbage's invention: Application of machinery to the purpose of calculating and printing mathematical tables.[56] Londres, 1823. Informática
- Lobachevsky, Nikolai (Rusia). Geometriya.[57] 1823. Geometría no euclídea.
- Cauchy, Augustin-Louis (Francia). Le calcul infinitesimal.[58] París, 1823. Análisis matemático.
- Carnot, Sadi (Francia). Réflexions sur la Puissance Motrice du Feu et sur les machines propres à déveloper cette puissance. París, 1824. Termodinámica.
- Ampère, André-Marie (Francia). Mémoire sur la théorie mathématique des phénomènes électrodynamiques,[59] 1827. Electromagnetismo.
- Laplace, Pierre-Simon (Francia). Traité de Mécanique Céleste.[60] París, 1827. Mecánica clásica
- Ohm, Georg (Alemania). Die Galvanische Kette mathematisch bearbeitet.[61] Berlín, 1827. Electricidad.
- Lyell, Charles (Escocia). Principles of Geology.[62] Londres, 1830. Geología.
- Poisson, Siméon Denis (Francia). Théorie Mathématique de la Chaleur. París, 1835. Transferencia de calor.
- Faraday, Michael (Inglaterra). Experimental Researches in Electricity.[63][64] Londres, 1839-55. Electricidad.
- Babbage, Charles & Lovelace, Ada (Inglaterra). Sketch of the Analytical Engine invented by Charles Babbage (with additional notes by Augusta Ada, Countess of Lovelace),[65] 1843. Informática.
- von Mayer, Julius (Alemania). Bemerkungen über die Kräfte der unbelebten Natur,[66] Liebig's Annalen der Chemie. 1842. Conservación de la energía.
- Joule, James P. (Inglaterra). On the Calorific Effects of Magneto-Electricity, and on the Mechanical Value of Heat.[67][68] Londres, 1843. Conservación de la energía.
- Hamilton, William Rowan (Irlanda). On Quaternions. Londres/Edinburgh/Dublin, 1844. Cuaternión.
- von Helmholtz, Hermann (Alemania). Über die Erhaltung der Kraft (Sobre la conservación de la 'fuerza').[69] 1847. Conservación de la energía.
- von Humbodlt, Alexander (Alemania). Kosmos.[70] 1848-62. Enciclopedia.
- Clausius, Rudolf (Alemania). Ueber die bewegende Kraft der Wärme.[71] Leipzig, 1850. Principios de la Termodinámica.
- Thomson, William (1st Baron Kelvin) (Escocia/Irlanda). On the dynamical theory of heat, with numerical results deduced from Mr Joule’s equivalent of a thermal unit and M. Regnault’s observations on steam.[72] Edimburgo, 1851. Termodinámica.
- Boole, George (Inglaterra). An Investigation of the Laws of Thought.[73] Londres, 1854. Álgebra de Boole.
- Maury, Matthew Fontaine (EE. UU.). The Physical Geography of the Sea.[74] Nueva York, 1855. Oceanografía.
- Virchow, Rudolf (Alemania). Die Cellularpathologie in ihrer Begründung auf physiologische und pathologische Gewebelehre.[75] 1858. Patología celular.
- Darwin, Charles (Inglaterra). On the Origin of Species by Means of Natural Selection.[76] Londres, 1859. Biología evolutiva
- Pasteur, Louis (Francia). Memoire sur les corpuscules organises qui existent dans l'atmosphere.[77] París, 1861. Microbiología.
- Lejeune Dirichlet, P. G. (Alemania). Vorlesungen über Zahlentheorie. Brunswick, 1863, Teoría de números.
- Bernard, Claude (Francia). Introduction à l'étude de la médecine expérimentale.[78] París, 1865. Medicina.
- Mendel, Gregor (República Checa/Austria).  Versuche über Pflanzen-Hybriden (Experimentos_sobre_hibridación_de_plantas).[79][80] Brno, 1866. Genética.
- Riemann, Bernhard (Alemania). Ueber die Hypothesen, welche der Geometrie zu Grunde liegen.[81] Gotinga, 1868. Geometría de Riemann
- Beltrami, Eugenio (Italia). Saggio di interpretazione della geometria non-euclidea (Essay on an interpretation of non-Euclidean geometry),[82] 1868. Geometría hiperbólica.
- Galton, Francis (Inglaterra). Hereditary Genius: An Inquiry into Its Laws and Consequences. Londres, 1869, Estadística.
- Cohn, Ferdinand (Polonia). Untersuchungen ueber Bacterien.[83] Breslau, 3 Vol, 1870. Bacteriología.
- Darwin, Charles (Inglaterra). The Descent of Man, and Selection in Relation to Sex.[84] Londres, 1871. Biología evolutiva.
- Marx, Karl (Alemania). Das Kapital. St. Petersburgo, 1872. Economía.
- Maxwell, James Clerk (Escocia). A Treatise on Electricity and Magnetism.[85] Oxford, 2 Vol, 1873. Electromagnetismo.
- Koch, Robert (Alemania). Untersuchungen uber die aetiologie der wundinfectionskrankheiter. Leipzig, 1878. Bacteriología.
- Gibbs, Willard (EE. UU.). On the Equilibrium of Heterogeneous Substances. New Haven, Connecticut, 1878. Fisicoquímica.
- Michelson, Albert A. (EE. UU.). Experimental Determination of the Velocity of Light. Annapolis, 1880. Velocidad de la luz.
- Abel, Niels Henrik (Noruega). Oeuvres complètes, 1881. Análisis matemático.
- Zhukovsky, Nikolai (Rusia). O protchnosti dvizheniya (La durabilidad del movimiento). Moscú, 1882. Aeronáutica.
- Cantor, Georg (Rusia/Alemania). Grundlagen einer allgemeinen Mannigfaltigkeitslehre.[86] Leipzig, 1883. Teoría de conjuntos.
- Benz, Karl & Benz, Bertha (Alemania). Benz Patent-Motorwagen (Patente alemana no. 37435). 1886. Automoción.
- James, William (EE. UU.). The Principles of Psychology. Nueva York, 1890. Psicología.
- Mendeleev, Dmitri (Rusia). Principles of Chemistry. Londres, 1891. Química.
- Newcomb, Simon (EE. UU.). Astronomical Papers Prepared for the Use of the American Ephemeris and Nautical Almanac. Washington D. C., 1891. Astronomía.
- Poincare, Henri (Francia). Les méthodes nouvelles de la mécanique céleste. París, 1892. Mecánica celeste.
- Tesla, Nikola (Croacia/EE. UU.). Experiments with Alternate Currents of High Potential and High Frequency. Nueva York, 1892. Electricidad.
- Hertz, Heinrich (Alemania). Untersuchungen über die Ausbreitung der elektrischen Kraft.[87][88] 1893. Radiación electromagnética.
- Röntgen, Wilhelm (Alemania). Ueber eine neue Art von Strahlen (Sobre un nuevo tipo de rayos).[89] 1895. Rayos-X.
- Bolyai, János (Hungría). The Science of Absolute Space.[90] 1896. Geometría no euclídea
- Galois, Évariste (Francia). Oeuvres Mathematiques d'Évariste Galois. París, 1897. Teoría de grupos.
- Curie, Marie (Polonia/Francia) & Curie, Pierre (Francia). Sur une nouvelle substance fortement radio-active, contenue dans la pechblende [91] (Comptes Rendus Hebdomadaires des Séances de l'Académie des Sciences). París, 1898. Radioactividad.
- Hilbert, David (Alemania). Grundlagen der Geometrie (Fundamentos de la geometría).[92] 1899. Matemática.
- Ramón y Cajal, Santiago (España). Textura del sistema nervioso del hombre y los vertebrados[93] 1899-1904. Neurociencia.

Siglo XX (hasta la Segunda Guerra Mundial)
- Planck, Max (Alemania). Zur Theorie des Gesetzes der Energieverteilung im Normalspectrum.[94] Leipzig, 1900. Mecánica cuántica.
- Bateson, William (Inglaterra). Mendel’s principles of heredity. 1902. Genética.
- Tsiolkovsky, Konstantin Eduardovich (Rusia). The Exploration of Cosmic Space by Means of Reaction Devices. Kaluga, 1903. Cohetes.
- Rutherford, Ernest (Nueva Zelanda). Radio-activity.[95] Cambridge, 1904. Física Nuclear.
- Lorentz, Hendrik (Países Bajos). Electromagnetic phenomena in a system moving with any velocity smaller than that of light.[96] Ámsterdam, 1904. Relatividad Especial.
- Einstein, Albert (Alemania). Zur Elektrodynamik bewegter Körper ("On the Electrodynamics of Moving Bodies")[97] Leipzig, 1905. Relatividad especial.
- Einstein, Albert (Alemania). Does the Inertia of a Body Depend Upon Its Energy Content?[98] Leipzig, 1905. Física.
- Richardson, Lewis (Inglaterra). The Approximate Arithmetical Solution by Finite Differences of Physical Problems Involving Differential Equations, with an Application to the Stresses in a Masonry Dam.[99] Londres, 1910. Mecánica computacional.
- Boas, Franz (Alemania/EE. UU.). The Mind of Primitive Man.[100] Nueva York, 1911. Antropología
- Bohr, Niels (Dinamarca). On the Constitution of Atoms and Molecules.[101][102][103] Londres, 1913. Mecánica cuántica.
- Wegener, Alfred (Alemania). Die Entstehung der Kontinente und Ozeane[104] (El origen de los continentes y océanos). 1915. Geología.
- Einstein, Albert (Alemania). Die Grundlage Der Allgemeinen Relativitätstheorie (Fundamentos de la Teoría General de la Relatividad).[105] Leipzig, 1916. Física.
- Noether, Emmy (Alemania). Invariante Variationsprobleme. 1918. Teorema de Noether.
- Goddard, Robert Hutchings (EE. UU.). A Method of Reaching Extreme Altitudes. Washington, D.C, 1919. Cohetes.
- de Broglie, Louis (Francia). Recherches sur la théorie des quanta,[106] 1924. Dualidad onda corpúsculo.
- Whitehead, Alfred North  (Inglaterra) y Russell, Bertrand (Inglaterra). Principia Mathematica. Cambridge, 1925. Matemática.
- Heisenberg, Werner (Alemania). Über quantentheorestische Umdeutung kinematischer und mechanischer Beziehungen. Berlín, 1925. Mecánica cuántica.
- Schrödinger, Erwin (Austria). Quantisierung als Eigenwertproblem.[107] Leipzig, 1926. Mecánica cuántica.
- Heisenberg, Werner (Alemania). Über den anschaulichen Inhalt der quantentheoretischen Kinematik und Mechanik[108] Berlín, 1927. Mecánica cuántica.
- Pavlov, Ivan (Rusia). Conditioned Reflexes. Nueva York, 1928. Condicionamiento clásico.
- Fleming, Alexander (Escocia). On the Antibacterial Action of Cultures of a Penicillium (en British Journal of Experimental Pathology, Vol. X, No. 3), Londres. 1929. Penicilina.
- Oberth, Hermann (Rumanía). Wege zur Raumschiffahrt (Ways to Spaceflight).[109] Múnich/Berlín, 1929. Cohetes.
- Hubble, Edwin (EE. UU.). A Relation between Distance and Radial Velocity among Extra-Galactic Nebulae.[110] Washington D. C., 1929. Astrofísica.
- Fisher, Ronald (Inglaterra/Australia). The Genetical Theory of Natural Selection. 1930. Neodarwinismo.
- Dirac, Paul (Inglaterra). The Principles of Quantum Mechanics. Oxford, 1930. Mecánica cuántica.
- Gödel, Kurt (República Checa/EE. UU.).  Über formal unentscheidbare Sätze der Principia Mathematica und verwandter Systeme I. Leipzig, 1931. Lógica matemática.
- von Neumann, John (Hungría/EE. UU.). Mathematische Grundlagen der Quantenmechanik. 1932. Mecánica cuántica.
- Goddard, Robert Hutchings (EE. UU.). Liquid Propellant Rocket Development.[111] Washington D. C., 1936. Cohetes.
- Keynes, John Maynard (Inglaterra). The General Theory of Employment, Interest and Money. Londres, 1936. Economía.
- Church, Alonzo (EE. UU.). A Note on the Entscheidungsproblem.[112] Ann Arbor, 1936. Ciencias de la computación.
- Turing, Alan (Inglaterra). On Computable Numbers, with an Application to the Entscheidungsproblem.[113] Cambridge, 1937. Ciencias de la computación.
- Dobzhansky, Theodosius (Ucrania/EE. UU.). Genetics and the Origin of Species. 1937. Biología evolutiva.
- Shannon, Claude E. (EE. UU.). A Symbolic Analysis of Relay and Switching Circuits (Master's thesis, MIT).[114][115] 1937. Informática.
- Pauling, Linus (EE. UU.). The Nature of the Chemical Bond.[116] Ithaca, Nueva York, 1939. Química.
- von Neumann, John (Hungría/EE. UU.) & Morgenstern, Oskar (Alemania/EE. UU.). Theory of Games and Economic Behavior. Princeton, 1944. Teoría de juegos.